# Evercookie
Evercookie (также известные как supercookie) — это интерфейс прикладного программирования (API) JavaScript, который идентифицирует и воспроизводит преднамеренно удаленные cookie-файлы в хранилище браузера пользователя. Способ был создан Сами Камкар в 2010 году, чтобы продемонстрировать возможное проникновение с веб-сайтов, использующих восстановление cookie. Веб-сайты, использующие этот механизм, могут идентифицировать пользователей, даже если они попытаются удалить ранее сохранённые cookie-файлы.
В 2013 году, Эдвард Сноуден обнародовал сверхсекретный документ NSA, который показал, что Evercookie может отслеживать пользователей Tor (анонимных сетей). Многие популярные компании используют функции, аналогичные Evercookie, для сбора информации и отслеживания пользователей. Дальнейшие исследования в области снятия цифрового отпечатка устройства и поисковых систем также основаны на способности Evercookie постоянно отслеживать пользователя.

## Бэкграунд
Существует три наиболее часто используемых хранилища данных, в том числе cookie-файлы, HTTP, файлы Flash cookie, хранилище HTML5 и другие. Когда пользователь впервые посещает веб-сайт, веб-сервер может сгенерировать уникальный идентификатор и сохранить его в браузере пользователя или локальном пространстве. Веб-сайт может считывать и идентифицировать пользователя при его будущих посещениях с помощью сохранённого идентификатора. И веб-сайт может сохранять предпочтения пользователя и отображать маркетинговую рекламу. Из соображений конфиденциальности все основные браузеры включают механизмы для удаления и/или отказа от cookie-файлов с веб-сайтов.
В ответ на растущее нежелание пользователей принимать cookie-файлы многие веб-сайты используют методы, позволяющие обойти удаление cookie-файлов пользователями. Начиная с 2009 года, многие исследовательские группы обнаружили, что популярные веб-сайты, включая hulu.com, foxnews.com, Spotify.com и т. д., используют флэш-куки (Flash Cookies), ETag и различные другие хранилища данных для восстановления удалённых пользователями cookie-файлов. В 2010 году калифорнийский программист Сэми Камкар создал проект Evercookie, чтобы дополнительно проиллюстрировать механизм отслеживания с повторным появлением в различных механизмах хранения в браузерах.

## Описание
Evercookie позволяет авторам веб-сайтов идентифицировать пользователей даже после того, как они попытались удалить cookie-файлы. Сэми Камкар выпустил бета-версию evercookie версии 0.4 13 сентября 2010 г. с открытым исходным кодом. Evercookie может повторно создавать удалённые cookie-файлы, HTTP, сохраняя cookie в нескольких различных системах хранения, обычно предоставляемых веб-браузерами. Когда браузер посещает веб-сайт с API Evercookie на своем сервере, веб-сервер может сгенерировать идентификатор и сохранить его в различных механизмах хранения, доступных в этом браузере. Если пользователь удаляет некоторые, но не все сохранённые идентификаторы в браузере и повторно посещает веб-сайт, веб-сервер извлекает идентификатор из областей хранения, которые пользователь не смог удалить. Затем веб-сервер скопирует и восстановит этот идентификатор в ранее очищенные области хранения.
Злоупотребляя различными доступными механизмами хранения, Evercookie создаёт постоянные идентификаторы данных, поскольку пользователи вряд ли очищают все механизмы хранения. Из списка, предоставленного Сэми Камкаром, для бета-версии Evercookie версии 0.4 можно использовать 17 механизмов хранения, если они доступны в браузерах:
- Стандартные cookie-файлы HTTP
- HTTP Strict Transport Security (HSTS)
- Локальные общие объекты (Flash cookies)
- Изолированное хранилище Silverlight
- Хранение cookie-файлов, закодированных в значениях RGB автоматически сгенерированных, принудительно кэшированных изображений PNG с использованием тега HTML5 Canvas для обратного считывания пикселей (файлов cookie).
- Сохранение cookie-файлов в истории поиска
- Хранение cookie-файлов в HTTP ETag
- Сохранение cookie-файлов в веб-кэше
- Кэширование window.name
- Хранилище пользовательских данных Internet Explorer
- Веб-хранилище сеансов HTML5
- Локальное веб-хранилище HTML5
- Глобальное хранилище HTML5
- База данных HTML5 Web SQL через SQLite
- HTML5 IndexedDB
- Java JNLP PersistenceService
- Эксплойт Java CVE-2013-0422

Сэми Камкар утверждает, что он не собирался использовать проект Evercookie для нарушения конфиденциальности пользователей в Интернете или для продажи каким-либо сторонам для коммерческого использования. Тем не менее, он послужил источником вдохновения для других коммерческих веб-сайтов, которые позже внедрили аналогичные механизмы для восстановления cookie-файлов, удалённых пользователем. Проект включает HTML5 в качестве одного из механизмов хранения, который был выпущен за 6 месяцев до проекта и привлёк внимание общественности благодаря своей дополнительной устойчивости. Камкар хотел, чтобы его проект мог продемонстрировать, как современные инструменты отслеживания могут проникать в частную жизнь пользователей. На данный момент подключаемый модуль браузера Firefox «Anonymizer Nevercookie™» может блокировать повторное появление Evercookie.
Механизмы хранения, включённые в проект, постоянно обновляются, добавляя стойкость Evercookie. Поскольку Evercookie включает в себя множество существующих методов отслеживания, он предоставляет расширенный инструмент отслеживания данных, который снижает избыточность методов сбора данных многими коммерческими веб-сайтами. Вдохновлённые этой идеей, все больше коммерческих веб-сайтов использовали идею Evercookie, добавляя к ней новые векторы хранения. В 2014 году исследовательская группа Принстонского университета провела крупномасштабное исследование трех инструментов постоянного отслеживания: Evercookie, снятие цифрового отпечатка с использованием Canvas и синхронизация cookie-файлов. Команда просканировала и проанализировала 100 000 лучших веб-сайтов Alexa и обнаружила новый вектор хранения IndexedDB, который встроен в механизм Evercookie и используется weibo.com. Команда заявила, что это первое обнаружение коммерческого использования IndexedDB. Кроме того, команда обнаруживает, что синхронизация cookie-файлов используется вместе с Evercookie. Синхронизация файлов cookie позволяет обмениваться данными между различными механизмами хранения, облегчая процесс повторного появления Evercookie в разных местах хранения в браузерах пользователей. Команда также обнаружила экземпляры файлов Flash cookie, повторно порождающих cookie-файлы HTTP, и cookie-файлы HTTP, повторно порождающие файлы Flash cookie на коммерческих веб-сайтах. Эти два механизма отличаются от проекта Evercookie количеством используемых механизмов хранения, но у них одинаковая идеология. Среди сайтов, которые просканировала исследовательская группа, 10 из 200 веб-сайтов использовали флэш-куки для восстановления cookie-файлов HTTP. Девять из наблюдаемых сайтов принадлежат Китаю (включая sina.com.cn, weibo.com, hao123.com, sohu.com, ifeng.com, youku.com, 56.com, letv.com и tudo.com). Другим идентифицированным веб-сайтом был yandex.ru, ведущая поисковая система в России.

## Приложения
Исследовательская группа из Словацкого технологического университета предложила механизм, с помощью которого поисковые системы определяли бы предполагаемые поисковые слова пользователей Интернета и выдавали персонализированные результаты поиска. Часто запросы от пользователей Интернета содержат несколько значений и охватывают разные поля. В результате отображаемые результаты поиска из поисковой системы содержат множество информации, многие из которых не имеют отношения к пользователю создавшему запрос. Авторы предположили, что личность искателей и пользовательские предпочтения имеют четкое представление о значении запросов и могут значительно уменьшить неоднозначность поискового слова. Исследовательская группа создала модель на основе метаданных для извлечения информации о пользователях с помощью evercookie и интегрировала эту модель интересов пользователей в поисковую систему, чтобы улучшить персонализацию результатов поиска. Команда знала, что традиционные cookie-файлы могут быть легко удалены субъектами эксперимента, что приведёт к неполным данным эксперимента. Поэтому исследовательская группа использовала технологию Evercookie.

## Спорные приложения

### Иск о соблюдении конфиденциальности KISSMetrics
В пятницу, 29 июля 2011 г., исследовательская группа Калифорнийского университета в Беркли просканировала 100 лучших веб-сайтов США на основе QuantCast. Команда обнаружила KISSmetrics, сторонний веб-сайт, предоставляющий маркетинговые аналитические инструменты, который использовал cookie-файлы HTTP, cookie-файлы Flash, ETag и некоторые, но не все механизмы хранения, используемые в проекте Сами Камкар Evercookie для восстановления удалённой информации пользователя. Другие популярные веб-сайты, такие как hulu.com и spotify.com, использовали KISSmetrics для повторного создания собственных cookie-файлов HTML5 и HTTP. Исследовательская группа заявила, что это был первый случай использования Etag в коммерческих целях.
В тот же день после публикации отчёта, Hulu и Spotify объявили о приостановке использования KISSmetrics для дальнейшего расследования. В пятницу два потребителя подали в суд на KISSmetrics за нарушение конфиденциальности пользователей. KISSMetrics пересмотрела свою политику конфиденциальности в течение выходных, указав, что компания полностью уважает волю клиентов, если они отказываются от отслеживания. 4 августа 2011 г. генеральный директор KISSmetrics Хитен Шах отрицал внедрение KISSmetrics evercookie и других механизмов отслеживания, упомянутых в отчёте, и заявил, что компания использовала только законные сторонние средства отслеживания cookie-файлов. 19 октября 2012 г. KISSmetrics согласилась выплатить более 500 000 долларов США для урегулирования обвинения и пообещала воздержаться от использования Evercookie.

### Отслеживание Tor NSA
В 2013 году Эдвард Сноуден обнародовал внутреннюю презентацию (Агентство национальной безопасности (NSA)), предполагающую использование Evercookie в правительственной слежке для отслеживания пользователей Tor. Блог TOR ответил на этот просочившийся документ одним сообщением, заверив, что пакеты браузера TOR и операционная система Tails обеспечивают надёжную защиту от evercookie.

## Отношение общественности к отслеживанию данных
Evercookie и многие другие появившиеся новые технологии постоянного отслеживания данных являются ответом на тенденцию пользователей Интернета удалять хранилища cookie-файлов. В этой системе обмена информацией некоторые потребители считают, что они получают компенсацию за более персонализированную информацию, а иногда даже за финансовую компенсацию от связанных компаний. Однако недавнее связанное исследование показывает разрыв между ожиданиями потребителей и маркетологов. Журнал Wall Street показал, что 72 % опрошенных чувствуют себя обиженными, когда видят таргетированную рекламу во время работы в Интернете. Другой опрос показал, что 66 % американцев отрицательно относятся к тому, как маркетологи отслеживают их данные для получения индивидуальной информации. В другом опросе 52 % респондентов заявили, что хотели бы отключить поведенческую рекламу. Однако поведение отслеживания данных сохранилось, поскольку оно предоставляет знания всем участникам рынка, дальнейшую капитализацию этих знаний в рыночные продукты и работу в окончательных маркетинговых действиях.